# Glándula ceruminosa
Las glándulas ceruminosas son glándulas sudoríparas modificadas del oído externo que producen una secreción cérea. Su porción secretora se localiza en el tejido subcutáneo, debajo de las glándulas sebáceas. Su conducto excretor se abre directamente en la superficie del conducto auditivo externo o en el conducto de las glándulas sebáceas. La secreción combinada de ambos tipos de glándulas se denomina cerumen. Éste, junto con los pelos del conducto auditivo externo, constituyen una barrera viscosa que impide la entrada de cuerpos extraños en el oído.
- Datos: Q5065303